# 田端町 (瀬戸市)
田端町（たばたちょう）は、愛知県瀬戸市效範連区の町名。現行行政地名は田端町1丁目と2丁目。

## 地理
瀬戸市の西部に位置する。西を川北町、北を南山町、東を平町、南を川西町と隣接している。

### 学区
市立小・中学校に通う場合、学区は以下の通りとなる。また、公立高等学校普通科に通う場合の学区は以下の通りとなる。
| 町丁・丁目  | 番・番地等 | 小学校             | 中学校             | 高等学校 |
| ----------- | ---------- | ------------------ | ------------------ | -------- |
| 田端町1丁目 | 全域       | 瀬戸市立效範小学校 | 瀬戸市立南山中学校 | 尾張学区 |
| 田端町2丁目 | 全域       | 瀬戸市立效範小学校 | 瀬戸市立南山中学校 | 尾張学区 |

## 歴史

### 町名の由来
町名設定の際、旧今村字田端の字名を採って田端町にしたと推察される。

### 沿革
- 1943年（昭和18年）8月9日 - 瀬戸市大字今字田端・落・樋口の各一部により、同市田端町として成立[2]。
- 1966年（昭和41年）3月10日 - 1・2丁目を設置[11]。效範町・平町・川北町・松原町・南山町・横山町の各一部[注釈 2]を編入する[11]。
- 1968年（昭和43年）4月15日 - 田端町の全域[注釈 3]を川西町2丁目に編入[12]。

## 世帯数と人口
2024年（令和6年）1月1日現在の世帯数と人口は以下の通りである。
| 町丁・丁目  | 世帯数  | 人口  |
| ----------- | ------- | ----- |
| 田端町1丁目 | 214世帯 | 441人 |
| 田端町2丁目 | 110世帯 | 216人 |
| 計          | 324世帯 | 657人 |

### 人口の変遷
国勢調査による人口の推移
| 1995年（平成7年）  | 706人 | [ 13 ] |  |
| 2000年（平成12年） | 719人 | [ 14 ] |  |
| 2005年（平成17年） | 702人 | [ 15 ] |  |
| 2010年（平成22年） | 682人 | [ 16 ] |  |
| 2015年（平成27年） | 652人 | [ 17 ] |  |
| 2020年（令和2年）  | 602人 | [ 18 ] |  |

### 世帯数の変遷
国勢調査による世帯数の推移。
| 1995年（平成7年）  | 226世帯 | [ 13 ] |  |
| 2000年（平成12年） | 242世帯 | [ 14 ] |  |
| 2005年（平成17年） | 256世帯 | [ 15 ] |  |
| 2010年（平成22年） | 260世帯 | [ 16 ] |  |
| 2015年（平成27年） | 253世帯 | [ 17 ] |  |
| 2020年（令和2年）  | 257世帯 | [ 18 ] |  |

## 交通

### 鉄道
名鉄瀬戸線 ： 町の北端部を東西に走っている。最寄り駅は水野駅・三郷駅。
- 名鉄瀬戸線（田端町内）

### バス
瀬戸市コミュニティバス「こうはん線」
- イオン瀬戸みずの店 - 東山町 - 陶生病院 系統 ： 平町バス停（イオン瀬戸みずの店方面乗り場）

- 平町バス停

### 道路
愛知県道61号名古屋瀬戸線 ： 町の南端、川西町との町境を東西に通っている。

## 施設
- 瀬戸信用金庫 瀬戸西支店 ： 金融機関コード（店舗コード）は1554（039）[19]。窓口は平日のみ、ATMは土日祝も営業[19]。
- 田端公園[8] ： 町の西部にある公園[8]。ブランコ・すべり台・鉄棒・シーソー・雲梯などの遊具があり、敷地内に田端町児童図書館がある。

- 瀬戸信用金庫 瀬戸西支店
- 田端公園

## その他

### 日本郵便
- 郵便番号 ： 489-0921[6]（集配局：瀬戸郵便局[20]）。